# (2646) Abetti
(2646) Abetti  es un asteroide perteneciente al cinturón de asteroides, descubierto el 13 de marzo de 1977 por Nikolái Chernyj desde el Observatorio Astrofísico de Crimea, en la República de Crimea.

## Designación y nombre
Abetti se designó inicialmente como 1977 EC1.
Más adelante fue nombrado Abetti en honor a los astrónomos italianos Antonio Abetti (1846-1928) y su hijo Giorgio Abetti (1882-1982).

## Características orbitales
Abetti orbita a una distancia media del Sol de 3,0121 ua, pudiendo acercarse hasta 2,7170 ua y alejarse hasta 3,3071 ua. Tiene una excentricidad de 0,0979 y una inclinación orbital de 9,6649° grados. Emplea en completar una órbita alrededor del Sol 1909 días.
El próximo acercamiento a la órbita de Ceres se producirá el 7 de junio de 2052.

## Características físicas
Su magnitud absoluta es 11,4. Tiene 16,776 km de diámetro. Su albedo se estima en 0,144.